# Eria vulcanica
Eria vulcanica är en orkidéart som beskrevs av Rudolf Schlechter. Eria vulcanica ingår i släktet Eria och familjen orkidéer.
Artens utbredningsområde är Sulawesi. Inga underarter finns listade i Catalogue of Life.